# Unmittelbarkeitsprinzip
Das Unmittelbarkeitsprinzip ist eine Prozessmaxime, die besagt, dass die entscheidungsrelevanten Tatsachen möglichst unmittelbar in die Urteile der Gerichte einfließen sollen.

## Rechtslage in Deutschland

### Grundsatz
Im deutschen Recht ist das Unmittelbarkeitsprinzip für den Zivilprozess in den § 128, § 309 und § 355 ZPO, für den Verwaltungsprozess in den § 96 und § 101 VwGO und für die Strafprozesse in den § 244, § 250 und § 261 StPO kodifiziert.
Der Grundsatz gilt für gerichtliche Verhandlungen und bedeutet, dass die Verhandlung in unmittelbarem, direktem Kontakt des Gerichtes zu den Prozessparteien und Prozessbeteiligten (Mündlichkeitsgrundsatz) an einem vom Gericht bestimmten Ort (dies muss nicht der Sitz des Gerichtes sein) oder mit Hilfe eines durch technische Hilfsmittel vermittelten unmittelbaren visuellen Kontakts (Zuschaltung zu einer elektronischen Konferenz) erfolgt. Eine bloß fernmündliche Verhandlung (Telefonkonferenz) ist nicht ausreichend.

### Zivil- und Verwaltungsgerichtsbarkeit
In der Zivil- und der Verwaltungsgerichtsbarkeit umfasst das Unmittelbarkeitsprinzip die Vorgabe, dass die Verhandlung mündlich erfolgen soll (§ 128 ZPO bzw. § 101 VwGO) und dass die Beweise in der Verhandlung selbst erhoben werden (§ 355 ZPO bzw. § 96 VwGO). Die Zivilprozessordnung enthält in § 309 ZPO außerdem die Festlegung, dass das Urteil nur von Richtern gefällt werden kann, die bei der Verhandlung anwesend waren. Bei umfangreichen Verfahren gilt es aber als ausreichend, wenn die Anwesenheit sich auf die letzte Verhandlung mit der Tatsachenfeststellung bezieht.

### Unmittelbarkeit im Strafverfahren
Im Strafverfahren wird zwischen formeller und materieller Unmittelbarkeit unterschieden.
Die formelle Unmittelbarkeit besagt, dass die Richter ihre Entscheidungen ausschließlich auf solche Wahrnehmungen stützen dürfen, die sie während der Hauptverhandlung gemacht haben. Hierzu ist es erforderlich, dass alle an der Entscheidung beteiligten Richter an der ganzen Hauptverhandlung teilgenommen haben. Ist absehbar, dass sich ein Strafprozess über einen längeren Zeitraum erstrecken wird, kann ein Ersatzrichter benannt werden. Dieser nimmt an der Hauptverhandlung teil und springt ein, falls einer der ordentlichen Richter vor Prozessende ausfällt. 
Unter materieller Unmittelbarkeit versteht man, dass für den Beweis einer Tatsache stets das nächstliegende Beweismittel heranzuziehen ist. Eine Zeugenvernehmung ist beispielsweise gegenüber der Verlesung eines Vernehmungsprotokolls zu bevorzugen.
Der Unmittelbarkeitsgrundsatz schließt die Vernehmung eines Zeugen, der die Angaben anderer bekundet (Zeuge vom Hörensagen), nicht kategorisch aus, da auch er eigene Wahrnehmungen mitteilt.

### Unmittelbarkeit in der Revision
Für die Revisionsinstanz gilt das Unmittelbarkeitsprinzip nicht, da dort keine Tatsachen mehr festgestellt werden. Die Revisionsgerichte urteilen nur über Rechtsfragen.

## Rechtslage in der Schweiz
In der Schweiz sieht die  am 1. Januar 2011 in Kraft getretene schweizerische Strafprozessordnung keine Prozesse nach dem Unmittelbarkeitsprinzip mehr vor. Die bis dahin noch bestehenden Geschworenengerichte wurden deshalb auf diesen Termin hin aufgehoben.